# Vicariato apostólico

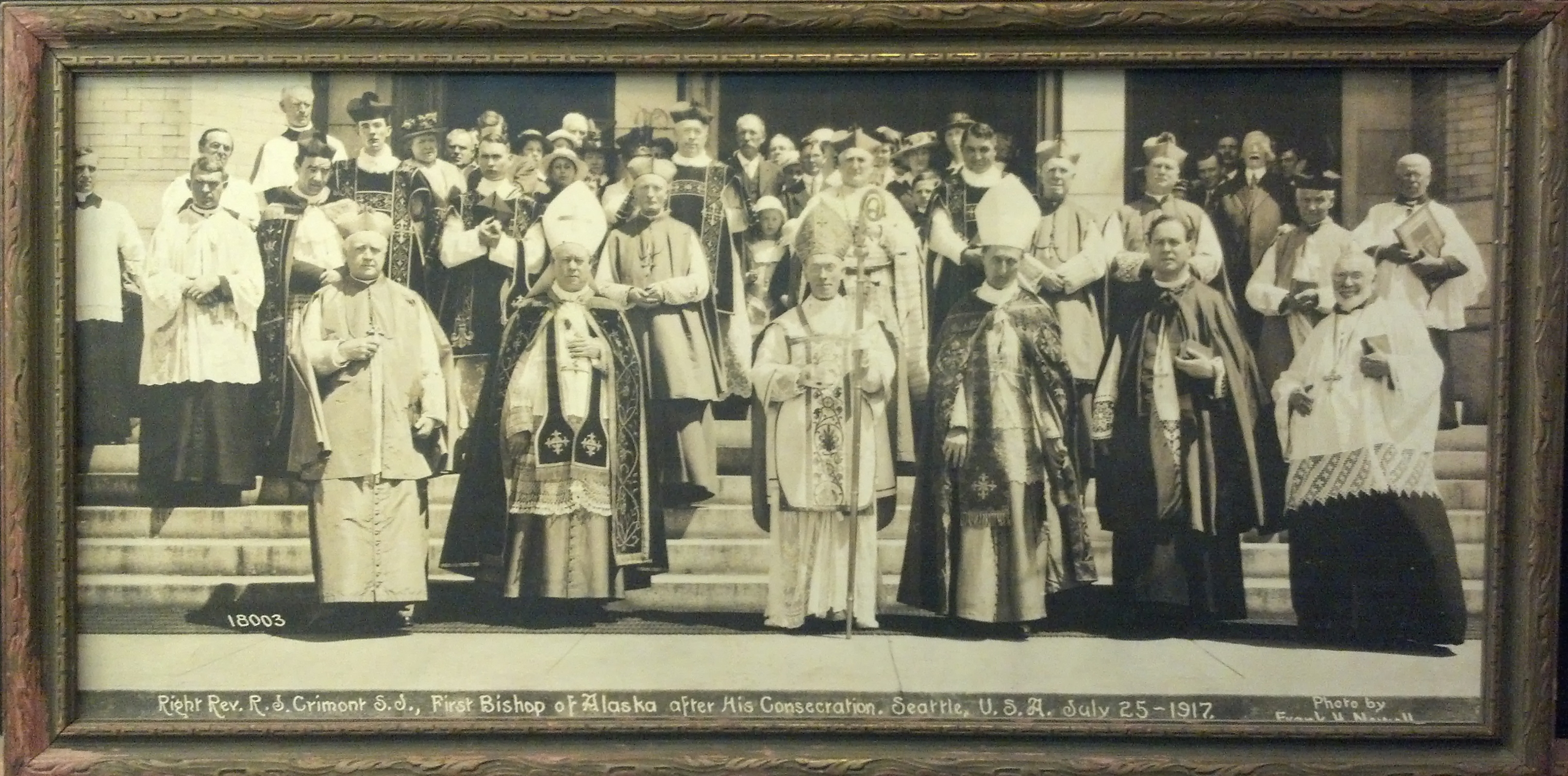
O Reverendo Crimont e colegas padres após sua consagração como o primeiro Bispo do Alasca, em julho de 1917. Do lado de fora das portas principais da Catedral de St. James, Seattle, Washington, EUA. Crimont foi bispo do vicariato apostólico do Alasca, que a partir de 2014 foi reconstituído como três arquidioceses.

O Vicariato Apostólico (ou Vigariato Apostólico) é uma circunscrição eclesiástica (forania) equiparada a uma igreja particular ou uma prefeitura, governada, em nome do Papa, por um Vigário apostólico, por se tratar de uma diocese ainda em formação. Vinculada à Congregação para a Evangelização dos Povos, é governado, em geral, por um Bispo-titular.
Encontra-se regulamentada pelo cânon 371.1:
| “ | O Vicariato Apostólico ou prefeitura apostólica é uma certa porção do povo de Deus que, por circunstâncias, não foi ainda estabelecida como diocese e confiada ao cuidado pastoral de uma ou um Vigário Apostólico Prefeito Apostólico para regê-la, em nome do Sumo Pontífice. | ” |

## América do Norte
Na América do Norte, existe apenas 1 Vicariato Apostólico.

### Saint-Pierre e Miquelon
- Vicariato Apostólico de Saint-Pierre e Miquelon

## América Central
Na América Central, existem 4 Vicariatos Apostólicos, repartidos em três países.

### Guatemala
- Vicariato Apostólico de El Petén
- Vicariato Apostólico de Izabal

### Nicarágua
- Vicariato Apostólico de Blufields

### Panamá
- Vicariato Apostólico de Darién

## América do Sul
Na América do Sul, existem 38 Vicariatos Apostólicos, repartidos em 7 países:

### Bolívia
- Vicariato Apostólico de Camiri
- Vicariato Apostólico de El Beni
- Vicariato Apostólico de Ñuflo de Chávez
- Vicariato Apostólico de Pando
- Vicariato Apostólico de Reyes

### Chile
- Vicariato Apostólico de Aysén

### Colômbia
- Vicariato Apostólico de Guapi
- Vicariato Apostólico de Inírida
- Vicariato Apostólico de Leticia
- Vicariato Apostólico de Mitú
- Vicariato Apostólico de Puerto Carreño
- Vicariato Apostólico de Puerto Gaitán
- Vicariato Apostólico de San Andrés y Providencia
- Vicariato Apostólico de San Vicente - Puerto Leguízamo
- Vicariato Apostólico de Tierradentro
- Vicariato Apostólico de Trinidad

### Equador
- Vicariato Apostólico de Aguarico
- Vicariato Apostólico de Esmeraldas
- Vicariato Apostólico de Galápagos
- Vicariato Apostólico de Méndez
- Vicariato Apostólico de Napo
- Vicariato Apostólico de Puyo
- Vicariato Apostólico de San Miguel de Sucumbíos
- Vicariato Apostólico de Zamora

### Paraguai
- Vicariato Apostólico del Chaco Paraguayo
- Vicariato Apostólico del Pilcomayo

### Peru
- Vicariato Apostólico de Iquitos
- Vicariato Apostólico de Jaén no Peru
- Vicariato Apostólico de Pucallpa
- Vicariato Apostólico de Puerto Maldonado
- Vicariato Apostólico de Requena
- Vicariato Apostólico de San José del Amazonas
- Vicariato Apostólico de San Ramón
- Vicariato Apostólico de Yurimaguas

### Venezuela
- Vicariato Apostólico de Caroní
- Vicariato Apostólico de Machiques
- Vicariato Apostólico de Puerto Ayacucho
- Vicariato Apostólico de Tucupita

## Ásia

### Arábia Saudita,Bahrein,CatareKuwait
- Vicariato Apostólico da Arábia Setentrional

### Brunei
- Vicariato Apostólico de Brunei

### Camboja
- Vicariato Apostólico de Phnom-Penh

### Emirados Árabes Unidos,Iêmen,OmãeSomalilândia
- Vicariato Apostólico da Arábia Meridional

### Filipinas
- Vicariato Apostólico de Bontoc-Lagawe
- Vicariato Apostólico de Calapão
- Vicariato Apostólico de Jolo
- Vicariato Apostólico de Porto Princesa
- Vicariato Apostólico de São José de Mindoro
- Vicariato Apostólico de Tabuk
- Vicariato Apostólico de Taytay

### Laos
- Vicariato Apostólico de Luang Prabang
- Vicariato Apostólico de Pakxe
- Vicariato Apostólico de Savannakhet
- Vicariato Apostólico de Vientiane

### Líbano
- Vicariato Apostólico de Beirute

### Nepal
- Vicariato Apostólico do Nepal

### Síria
- Vicariato Apostólico de Alepo

### Turquia
- Vicariato Apostólico da Anatolia
- Vicariato Apostólico de Istambul

## África

### África do Sul
- Vicariato Apostólico de Ingwavuma

### Egito
- Vicariato Apostólico de Alexandria do Egito, no Egito.

### Etiópia
- Vicariato Apostólico de Awasa
- Vicariato Apostólico de Harari
- Vicariato Apostólico de Meki
- Vicariato Apostólico de Nekemte
- Vicariato Apostólico de Sodo-Hosanna

### Líbia
- Vicariato Apostólico de Bengasi
- Vicariato Apostólico de Derna
- Vicariato Apostólico de Trípoli

### Maurício
- Vicariato Apostólico de Rodrigues

### Namíbia
- Vicariato Apostólico de Rundu, sufragâneo da Arquidiocese de Windhoek

### Nigéria
- Vicariato Apostólico de Bomadi
- Vicariato Apostólico de Kontagora

### Quênia
- Vicariato Apostólico de Isiolo

## Europa

### Grécia
- Vicariato Apostólico de Tessalônica